# Bazancourt (Marne)
Bazancourt település Franciaországban, Marne megyében. Lakosainak száma 2441 fő (2022. január 1.). Bazancourt L’Écaille, Boult-sur-Suippe, Isles-sur-Suippe és Pomacle községekkel határos.

## Népesség
A település népességének változása:
| Lakosok száma | 1748 | 1816 | 1877 | 1961 | 2001 | 2041 | 2212 | 2352 | 2384 | 2441 |
|               | 1968 | 1982 | 1990 | 2006 | 2013 | 2015 | 2017 | 2019 | 2020 | 2022 |